# Ma référence
Albums de Jena Lee
Vous remercier
(2009)
Ma référence est le second album de la chanteuse Jena Lee, sorti en 2010. 
Cet opus s'est vendu à environ 55 000 exemplaires en France[réf. nécessaire].

## Liste des titres
1. Mon ange (3:53)
2. US Boy (3:39)
3. Je rêve en enfer (feat. Orelsan) (3:24)
4. Ma référence (3:08)
5. Éternise-moi (4:16)
6. Le Temps (3:45)
7. Mon délire (4:12)
8. Âme sœur (2:45)
9. Ne me réveille pas (3:17)
10. J'oublie (4:06)
11. Je m'ennuie (2:59)
12. En détresse (3:37)
13. L'Ombre et la Lumière (4:21)
14. Petite fille